# 곤양 배씨
곤양 배씨(昆陽裵氏)는 경상남도 사천시 곤양면을 본관으로 하는 한국의 성씨이다. 곤산 배씨(昆山 裵氏)라고도 한다. 시조는 배맹달(裵孟達)이다.

## 시조
시조 배맹달(裵孟達)은 달성군 배운룡(裵雲龍)의 13세손으로 조선 세종 때 내금위 사용(內禁衛司勇)을 거쳐 1454년 무과(武科)에 급제하였으며, 조선 세조 13년(1467년) 만포진 첨절제사(滿浦鎭僉節制使)로 이시애(李施愛)의 난을 토벌한 공로로 정충포의적개공신(精忠布義敵愾功臣)에 서훈되었으며, 가정대부(嘉靖大夫) 행 호분위 상호군(行虎賁衛上護軍)에 올랐다. 이후 경상도, 충청도 병마절도사(兵馬節度使)를 역임하였으며, 곤산군(昆山君)에 봉(封)해졌다. 이를 계기로 후손들이 본관을 곤양으로 삼아 세계를 이어오고 있다.

## 본관
곤양(昆陽)은 경상남도 사천군(泗川郡)에 속해있는 지명으로 고려 때 곤명현(昆明縣)이라 하였고, 1018년(현종 9) 진주(晋州)에 속하였다가 조선 세종(世宗) 때 남해현(南海縣)과 합하여 곤남군(昆南郡)이 되었으며, 1437년(세종 19)에는 다시 나뉘고  진주의 금양부곡(金陽部曲)과 합하여 곤양(昆陽)으로 고쳤다. 1895년(고종 32) 사천(泗川)에  속하였다가 곧 회복하여 군(郡)이 되어 진주부 관할이  되었고, 1913년 군을 폐하고  서면(西面), 금양면(金陽面)은 하동(河東)에 소속되었으며 그 나머지는 사천에 병합되어 곤양면(昆陽面), 곤명면(昆明面)으로 남아 있다.

## 인물
- 배맹달 - 조선시대에 이시애의 난을 토벌하는데 공을 세웠으며 경상도, 충청도의 병마절도사를 지냈다.
- 배숙흥 - 조선시대에 우위도총부 부총관을 거쳐 진주 병마절도사를 지냈다.
- 배사종 - 조선시대에 양지 현감을 지냈으나 연산군의 난정이 계속되자 벼슬을 버리고 향리로 돌아갔다.
- 배인길 - 조선시대에 오우포 첨절제사를 지냈다.
- 배영성 - 조선시대에 결성 현감이 되어 그곳들 잘 다스렸으며 고을 사람들이 숭덕비를 세웠다
- 배은성 - 조선 말에 이조좌랑을 거쳐 병조정랑을 지냈으나 명성황후가 시해되자 벼슬을 버리고 은거하였다.

## 과거 급제자
곤양 배씨는 조선시대 문과 급제자 3명, 무과 급제자 8명을 배출하였다.
문과
배영성(裵榮成) 배은성(裵殷星) 배은성(裵殷星)
생원시
배표민(裵表民)
무과
배곤희(裵昆希) 배봉해(裵奉海) 배상질(裵尙質) 배성관(裵聖觀) 배신(裵信) 배인호(裵仁好) 배진형(裵晉亨) 배홍도(裵弘道)

## 집성촌
- 경상북도 칠곡군
- 경상남도 사천시
- 충청남도 공주시
- 충청북도 청주시

## 인구
- 1985년 1,174가구, 4,880명
- 2000년 2,284가구, 7,328명
- 2015년 곤양 배씨 7,546명 + 곤산 배씨 1,556명 = 9,102명